# Elecciones presidenciales de Tayikistán de 2006
Elecciones presidenciales se celebraron en Tayikistán el 6 de noviembre de 2006. El resultado fue una victoria para el presidente Emomali Rahmon, que ganó un tercer mandato luego de recibir el 79% de los votos.

## Campaña
El Partido del Renacimiento Islámico de Tayikistán, el Partido Democrático y el Partido Socialdemócrata boicotearon las elecciones, calificaron al aparato electoral del país como poco confiable y se negaron a aceptar los cambios constitucionales que permitieron a Rakhmanov postularse para un tercer mandato.
Una manifestación de los partidos de la oposición se disolvió. Según la BBC, ninguno de los cuatro candidatos que se oponían a Rahmonov lo criticó públicamente, y la Organización para la Seguridad y la Cooperación en Europa (OSCE) dijo que "no se han observado signos de una campaña competitiva hasta ahora ".
Los observadores electorales de la Comunidad de Estados Independientes declararon que las elecciones eran "legales, libres y transparentes", mientras que la OSCE las condenó y las calificó de "imperfectas e injustas, pero pacíficas".

## Resultados
| Candidato                          | Partido                                   | Votos     | %    |
| ---------------------------------- | ----------------------------------------- | --------- | ---- |
| Emomalii Rahmon                    | Partido Democrático Popular de Tayikistán | 2,419,192 | 79.3 |
| Olimzhon Boboyev                   | Partido de la Reforma Económica           | 190,148   | 6.2  |
| Amir Qoraqulov                     | Partido Agrario                           | 156,991   | 5.2  |
| Ismoil Talbakov                    | Partido Comunista de Tayikistán           | 159,493   | 5.2  |
| Abduhalim Ghafforov                | Partido Socialista de Tayikistán          | 85,295    | 2.8  |
| Votos nulos/en blanco              | Votos nulos/en blanco                     | 39,529    | –    |
| Total                              | Total                                     | 3,054,573 | 100  |
| Votantes registrados/participación | Votantes registrados/participación        | 3,356,221 | 90.9 |
| Fuente: Adam Carr                  |                                           |           |      |